# Ematurga tenuilineata
Ematurga tenuilineata är en fjärilsart som beskrevs av Barend J. Lempke 1952. Ematurga tenuilineata ingår i släktet Ematurga och familjen mätare. Inga underarter finns listade i Catalogue of Life.